# Enrique Guzmán
Pour les articles homonymes, voir Guzmán.
Enrique Guzmán est un acteur et chanteur mexicain né le 1er février 1943. Il est le père de Alejandra Guzmán et du musicien Enrique Guzmán  issus de son union avec Silvia Pinal.

## Filmographie
- 1959 : 15 bajo la lona
- 1959 : La casa de la Troya
- 1962 : Séptimo paralelo
- 1962 : Twist locura de la juventud
- 1963 : Mi vida es una canción
- 1964 : La juventud se impone
- 1965 : Canta mi corazón
- 1965 : Nacidos para cantar
- 1965 : Los hijos que yo soñé
- 1965 : Especialista en chamacas
- 1966 : Fiebre de juventud
- 1966 : Acompáñame
- 1968 : Sor Ye-Ye
- 1969 : ¡Persiguelas y... alcanzalas!
- 1969 : Como perros y gatos
- 1969 : No se mande, profe
- 1969 : El amor y esas cosas
- 1969 : La princesa hippie
- 1970 :  El club de los suicidas
- 1970 : El despertar del lobo
- 1970 : La guerra de las monjas
- 1970 La mujer de oro (non crédité)
- 1971 : OK Cleopatra
- 1971 : The Incredible Invasion
- 1971 : Caín, Abel y el otro
- 1971 : Bang bang... al hoyo
- 1972 : ¡Cómo hay gente sinvergüenza!
- 1977 : Ellas los prefieren... locas
- 1977 : Al fin solos, pero...  (1977)